# Renganaden Seeneevassen
Renganaden Seeneevassen, né le 11 avril 1910 à Port-Louis et mort en 1958 dans la même ville, est une personnalité politique mauricienne. Membre du parti travailliste mauricien dont il a été le président de 1956 à 1958, il a également été ministre de l'éducation en 1957 et député.

## Hommages
- Il est représenté sur le billet de 100 roupies mauriciennes.
- L'école Renganaden Seeneevassen SSS (en) basée à Port-Louis porte son nom[4].